# De Legende van Tarzan
De Legende van Tarzan, originele Engelstalige titel The Legend of Tarzan, is een Amerikaanse animatieserie geproduceerd door The Walt Disney Company. De serie is een spin-off van de film Tarzan. De serie liep 1 seizoen van 39 afleveringen.
De serie werd in Nederland nagesynchroniseerd uitgezonden door Jetix en  Disney Channel. Tevens is de serie in België uitgezonden door Ketnet.

## Verhaal
De serie gaat verder waar de film ophield. Tarzan en Jane zijn getrouwd en wonen nu met Janes vader in de weer opgebouwde boomhut die Tarzans echte ouders jaren terug hadden gemaakt. Tarzan is sinds de dood van Kerchak leider van de gorillagroep.
Ondertussen rukt de mens steeds verder op in de jungle. Allereerst wordt er aan de rivier vlak bij Tarzan en Janes huis een handelspost geopend. Ook leren Tarzan en Jane een inheemse stam kennen en komen ze oog in oog te staan met nieuwe gevaren.

## Personages

### Hoofdpersonages
- Tarzan en Jane – Tarzan is de leider van de gorillagroep waarbij hij is opgegroeid, en dus verantwoordelijk voor hun veiligheid. Jane doet vaak dienst als Tarzans gids wanneer het aankomt op contact met andere mensen.

- Tuk – Een van Tarzans vrienden, die graag in de belangstelling staat. Ze is een soort grote zus voor Tarzan, en ervan overtuigd dat Tarzan het zonder haar niet overleeft.

- Tantor – Een ietwat neurotische olifant. Ondanks zijn omvang en kracht is hij voor vrijwel alles bang.

- Kala – Tarzans adoptiemoeder en Janes schoonmoeder. Ze was ooit Kerchaks vrouw en wellicht naast Tarzan de enige die iets in te brengen had tegen hem. Ondanks dat Kerchak dood is, staat ze nog in hoog aanzien bij de gorilla's.

- Professor Archimedes Q. Porter – Janes vader en een gerespecteerd wetenschapper. Hij heeft veel kennis over de jungle, maar deze kennis komt meer uit zijn boeken dan van praktijkervaring. Soms gaat hij zo op in zijn werk dat hij vergeet wat hij aan het doen is.

### Regelmatig terugkerende personages
- Flynt en Mungo – Twee niet bijster slimme apen, die samen met Tarzan zijn opgegroeid. De twee zijn broers. Ze moeten vaak door Tarzan uit de problemen worden gehaald.

- Manu – Een ondeugende jonge baviaan die gefascineerd is door mensen. Hij heeft het voorzien op door mensen gemaakte voorwerpen.

- Renard Dumont – De gladde, opportunistische Franse eigenaar van de handelspost. Hoewel hij en Tarzan eerst niet op goede voet met elkaar staan, worden ze later bondgenoten.

- Hugo en Hooft – Twee deserteurs uit het Frans Vreemdelingenlegioen. Ze werken nu voor Dumont. Ze zijn voortdurend op de vlucht voor hun oude bevelhebber luitenant-kolonel Staquait.

- Samuel T. Philander – De aartsrivaal van de professor die al geregeld ideeën van hem gestolen heeft om zelf met de eer te strijken.

- Chief Keewazi – De hoofdman van de Waziri's, een inheemse stam die diep in het oerwoud leeft.

- Basuli – De zoon van Chief Keewazi en toekomstig leider van de Waziri. Hij is goede vrienden met Tarzan.

- Tublat – Een voormalig lid van Tarzans gorillastam. Hij werd ooit verbannen uit de stam na een gevecht om het leiderschap te hebben verloren van Kerchak. Nu Kerchak dood is doet hij geregeld een poging Tarzan te verslaan om zo de leider te worden.

- Koningin La – Een kwaadaardige tovenares die heerst over een verborgen stad diep in de jungle. Ze voert het bevel over een groot aantal luipaarden die ze een meer humanoïde gedaante heeft gegeven. Ze heeft een oogje op Tarzan en wil om die reden Jane uit de weg ruimen.

- Mubaya – Een kwaadaardige olifant die ooit tot Tantors groep behoorde. Hij is herkenbaar door zijn afgebroken linkerslagtand en rode ogen.

- Hazel, Greenly, en Eleanor – Drie van Janes oude vriendinnen uit Londen. Ze komen in de serie een paar keer langs.

## Rolverdeling
| Personage                   | Stemacteur          | Stemacteur         |
| --------------------------- | ------------------- | ------------------ |
| Tarzan                      | Michael T. Weiss    | Peter Blok         |
| Jane                        | Olivia d'Abo        | Katja Schuurman    |
| Professor Archimedes Porter | Jeff Bennett        | Piet Ekel          |
| Tantor                      | Jim Cummings        | Jack Wouterse      |
| Tuk                         | April Winchell      | Annick Boer        |
| Kala                        | Susan Blakeslee     | Tanneke Hartzuiker |
| Eleanor                     | Nicollette Sheridan | Simone Delorme     |
| Flynt                       | Erik von Detten     | Frans van Deursen  |
| Renard Dumont               | Rene Auberjonois    | Lucas Dietens      |
| Hoek                        | Joe Flaherty        | Jules Deelder      |
| Hugo                        | Dave Thomas         | Maarten Spanjer    |
| Kapitein Geralds            |                     | Fred Meijer        |

## Afleveringen
1. “Race Against Time”
2. “Trading Post”
3. “Lost Cub”
4. “Lost City of Opar”
5. “The Fugitives”
6. “Rogue Elephant”
7. “Poisoned River, Part I”
8. “Poisoned River, Part II”
9. “Enemy Within”
10. “Fountain”
11. “Hidden World”
12. “Rift”
13. “Giant Beetles”
14. “Jungle Madness”
15. “Protege”
16. “Leopardmen Rebellion”
17. “Rough Rider”
18. “Seeds of Destruction”
19. “Silver Ape”
20. “Challenger”
21. “Outbreak”
22. “Silver Screen”
23. “Beast From Below”
24. “All-Seeing Elephant”
25. “New Wave”
26. “Lost Treasure”
27. “Return of La”
28. “One Punch Mullagan”
29. “Missing Link”
30. “Prison Break”
31. “The Eagle's Feather”
32. “Face From the Past”
33. “Caged Fury”
34. “Gauntlet of Vengeance”
35. “Mysterious Visitor”
36. “Tublat's Revenge”
37. “British Invasion”
38. “Volcanic Diamond Mine”
39. “Flying Ace”